# Sông Minnesota
Sông Minnesota là một con sông ở bang Minnesota, Hoa Kỳ. Sông chảy vào sông Mississippi.
Sông Minnesota là một nhánh của sông Mississippi, có chiều dài khoảng 332 dặm (534 km), trong tiểu bang Minnesota. Sông này cung cấp nước cho một khu vực rộng gần 17.000 dặm vuông (44.000  km²), 14.751 dặm vuông (38.200  km²) ở Minnesota và khoảng 2.000 dặm vuông (5.200  km²) ở Nam Dakota và Iowa.
Sông bắt nguồn ở tây nam bang Minnesota, trong hồ Big-Stone lớn trên biên giới Minnesota-Nam Dakota ở phía nam của Laurentian Divide ở Traverse Gap portage. Nó chảy về phía đông nam Mankato, sau đó quay về phía đông bắc. Nó nhập vào phía Nam Mississippi của thành phố Minneapolis và St Paul, gần các di tích lịch sử Fort Snelling. Thung lũng này là một trong những khu vực riêng biệt của Minnesota. 
Trong hơn một thế kỷ trước khi tổ chức của Lãnh thổ Minnesota vào năm 1849, tên St Pierre (Thánh Phêrô) đã được dùng để đặt tên cho sông này bởi nhà thám hiểm và nhà văn Pháp và Anh. Sông Minnesota sông được hiển thị trên các ấn bản 1757 của Mitchell Bản đồ như "Ouadebamenissouté [Watpá Mnísota hoặc R. St Peter". Ngày 19 Tháng Sáu 1852, hành động theo yêu cầu từ các cơ quan lập pháp lãnh thổ Minnesota, Quốc hội Hoa Kỳ ra sắc lệnh về tên thổ dân cho các sông, Minnesota, tên chính thức của con sông và ra lệnh tất cả các cơ quan của chính phủ liên bang để sử dụng tên đó khi tham khảo.

## Thành phố và thị xã

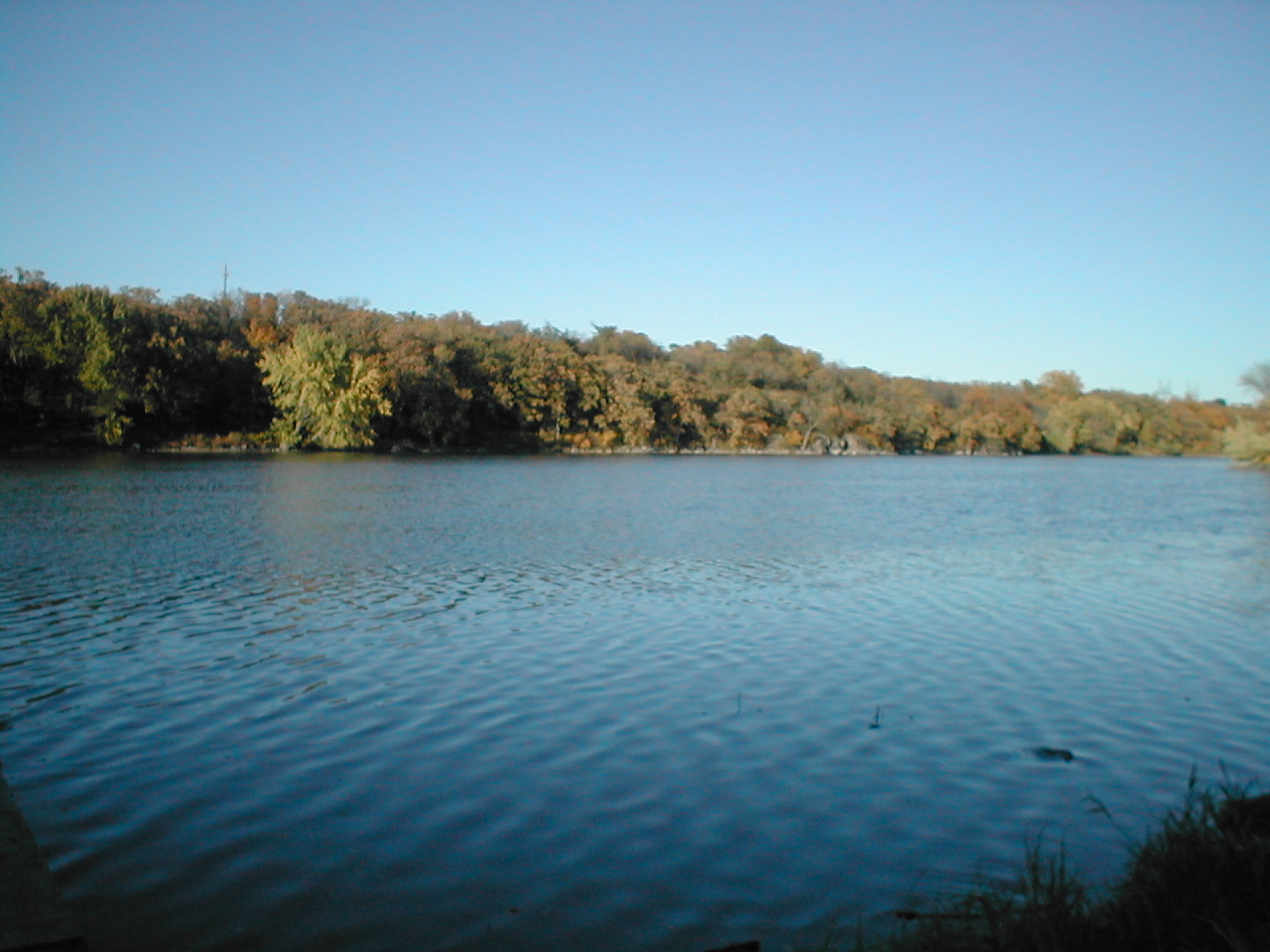
Cảnh sông Minnesota từ công viên tưởng niệm, đông nam của Granite Falls, MN.

| - Belle Plaine - Bloomington - Burnsville - Carver - Chanhassen - Chaska - Courtland - Eagan | - Eden Prairie - Franklin - Granite Falls - Henderson - Kasota - Le Sueur - Mankato - Mendota - Montevideo - Morton | - New Ulm - North Mankato - Odessa - Ortonville - St. Peter - Savage - Shakopee |